# Tudor (azienda)

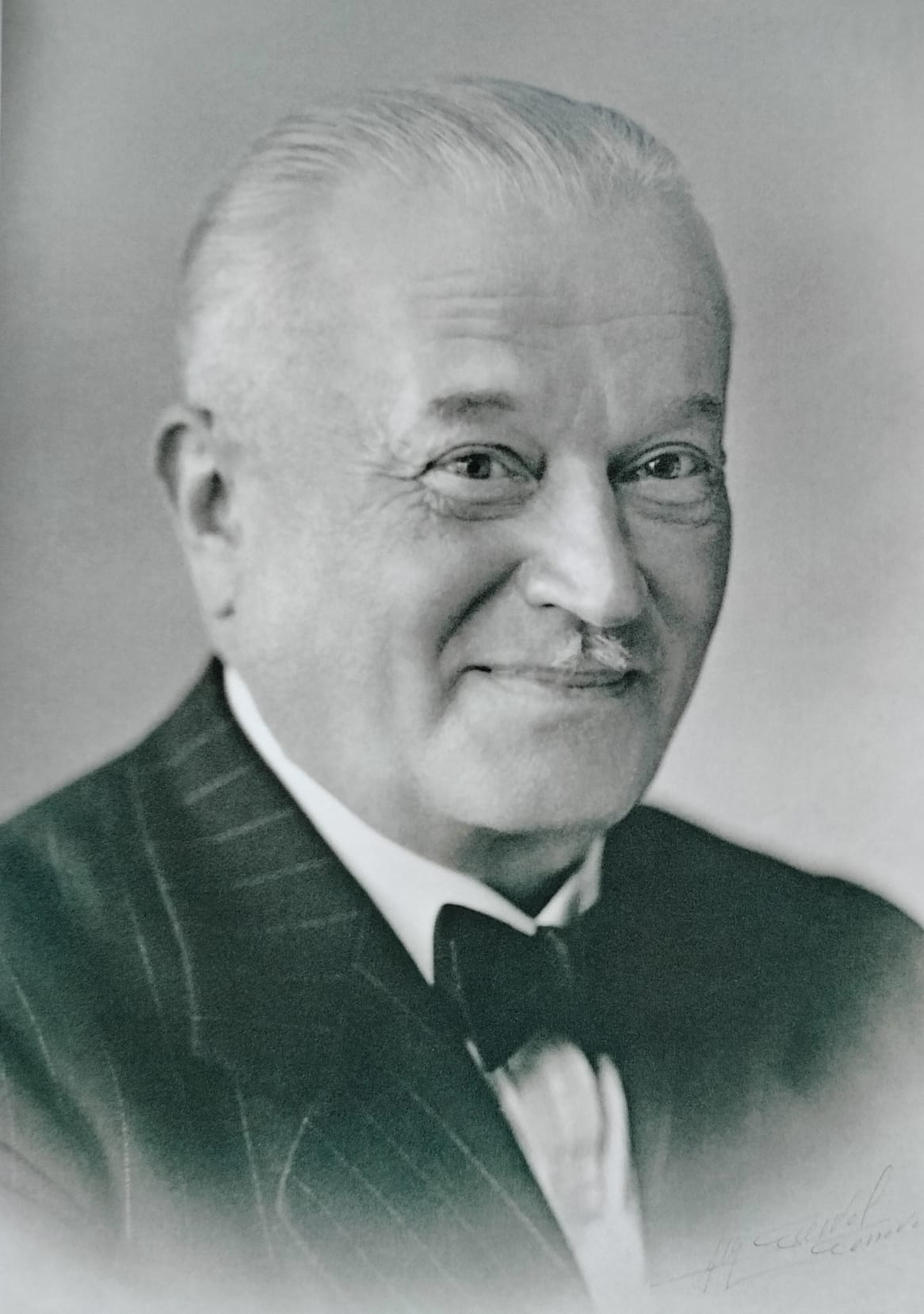
Hans Wilsdorf, fondatore di Rolex e Tudor

Tudor è un'azienda svizzera che produce orologi di lusso, fondata a Ginevra nel 1926 da Hans Wilsdorf, fondatore e proprietario della Rolex.

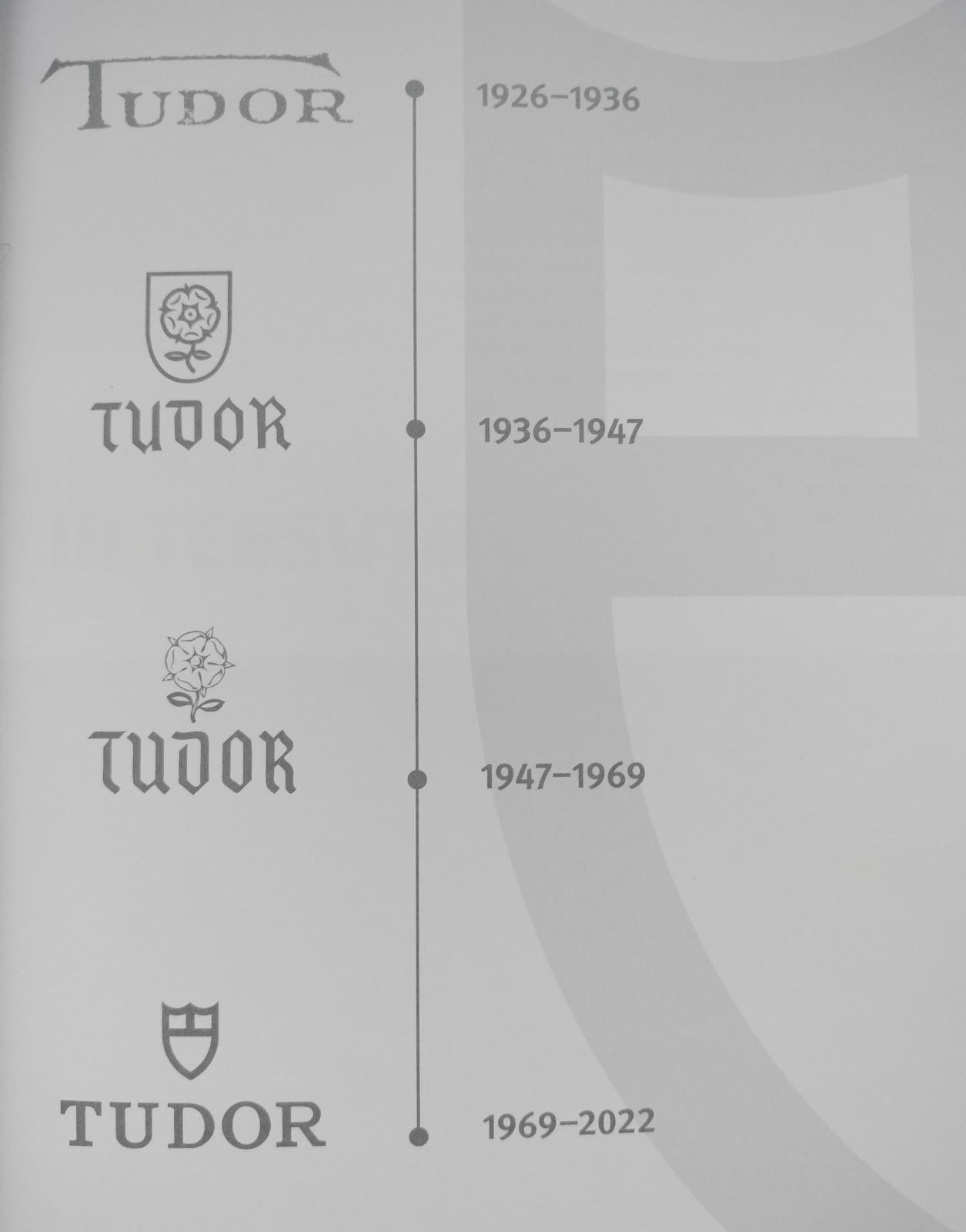
Evoluzione del logo Tudor nel corso dei decenni

## Dalla nascita agli anni Cinquanta
Il marchio Tudor viene registrato nel 1926 e contestualmente depositato, ma la società entrerà effettivamente in attività solo a partire dal 1946, acquistando popolarità a partire dal decennio successivo. Già negli anni Trenta tuttavia alcuni modelli Tudor di forma rettangolare con cassa cromata si diffusero in Australia, dove vennero marchiati da un rivenditore dell'epoca, di nome Catanach's. 
L'idea di Wilsdorf era quella di poter creare un brand di qualità come Rolex (già nata nel 1905), ma che potesse offrire i propri segnatempo ad un prezzo inferiore. Nonostante il marchio ricalchi l'estetica dei Rolex e ne condivida in parte delle componenti, è da considerarsi come completamente autonomo rispetto all'altro brand creato da Wilsdorf, il quale teneva a sottolineare proprio l'indipendenza delle due aziende, sebbene diversi modelli Tudor offrissero componentistica Rolex.
Il marchio è consociato alla Rolex, anch'esso, come la Tudor, di proprietà della Fondazione Hans Wilsdorf. Nel corso del tempo l'azienda si è focalizzata nella produzione di orologi per subacquei e militari, tanto che il primo modello realizzato è il Tudor Oyster, il quale utilizzava la stessa cassa montata sugli omologhi Rolex.
A inizio anni Cinquanta nasce il Prince, un segnatempo elegante, ma robusto, adatto alla vita di tutti i giorni: lo stesso orologio venne adottato dalla Royal Navy inglese per una spedizione scientifica in Groenlandia. Il Prince fu il primo Tudor ad essere dotato di rotore libero: prima della sua nascita, infatti, l'Oyster automatico (a volte presentato anche con il nome di Auto-Oyster) montava calibri di fornitura (spesso erano AS) con rotore Harwood, che presentava due molle respingenti le quali limitavano la rotazione della massa. Lo stesso modello venne anche presentato con quadrante tuxedo bianco e nero.
Nel 1954 nasce il Tudor Oyster Submariner, dall'estetica molto simile al cugino Rolex, e rimasto a catalogo, seppur con diverse modifiche, fino alla fine degli anni Novanta. L'impermeabilità garantita passa dai 100 ai 200 metri già sul finire degli anni Cinquanta.

## Anni Sessanta e Settanta
Negli anni Sessanta nasce lo svegliarino di casa Tudor, chiamato Advisor.
Nel 1969 viene presentato il Prince Submariner, la seconda generazione del precedente Oyster Submariner, la quale verrà proposta in differenti diametri, anche con il datario, e anche con le famose lancette "snowflake".

Tra gli anni Sessanta e gli anni Ottanta la Tudor fornì i suoi orologi a vari corpi della marina militare, procurandone ai sommozzatori; tra questi si annoveravano la marina statunitense, che li adottò per i SEAL d'élite e la marina francese (nella ref. 9401). Con quest'ultima il marchio ginevrino ha rinsaldato la partnership presentando il Pelagos Marine Nationale con anse fisse. Nel 1967 Tudor concepì un prototipo di orologio subacqueo per la marina statunitense con un apposito sistema di bloccaggio della lunetta. L'orologio tuttavia non ottenne successo e rimase per anni negli archivi del marchio, fino al 2019 quando l'azienda decise di metterlo in commercio con il nome di P01 e caratterizzato da corona di carica a ore 4, cinturino in pelle e ghiera duodecimale.

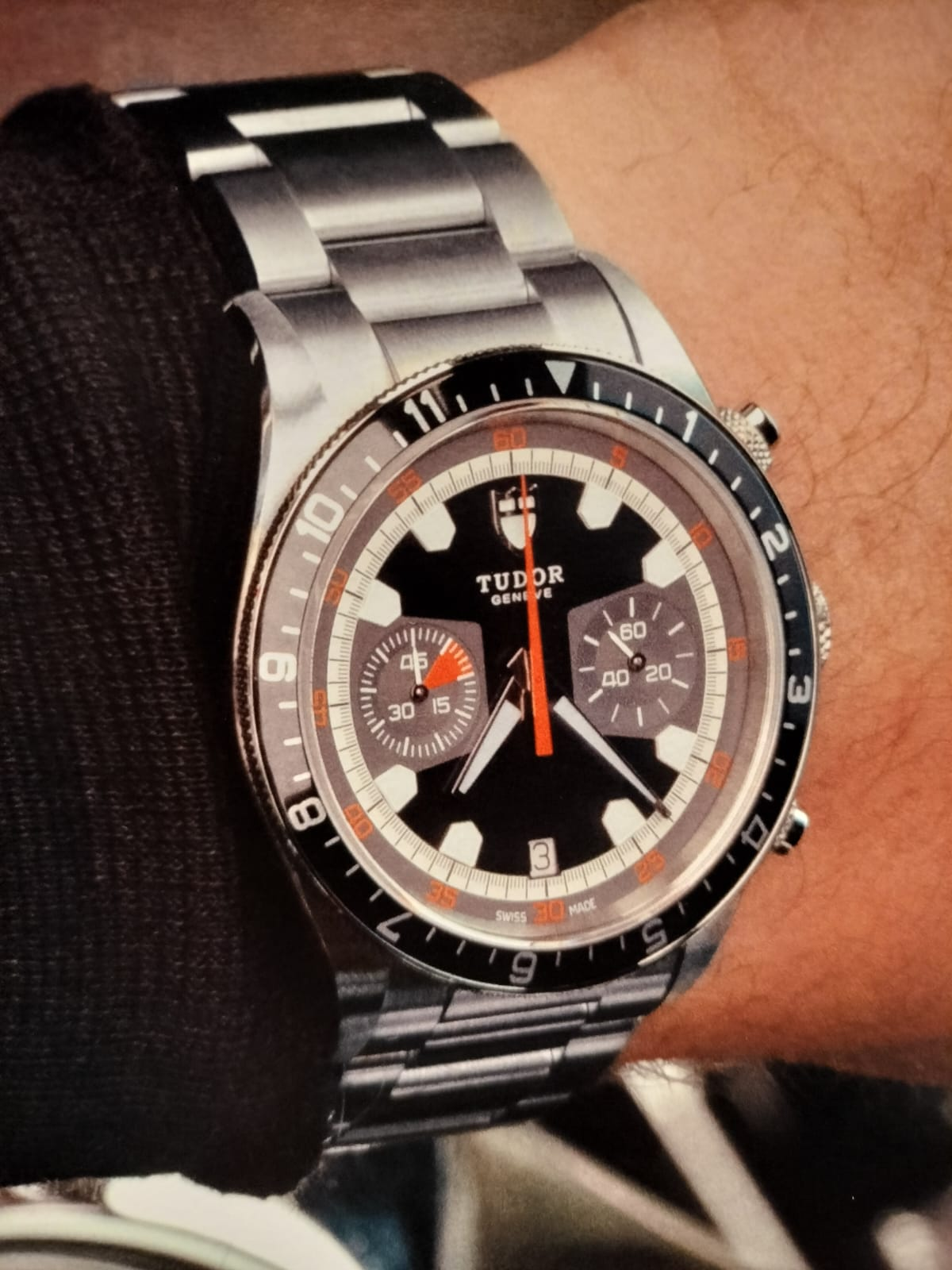
Tudor Heritage, fedele riproduzione moderna del Tudor Oysterdate prototipo ref. 7033 di metà anni Settanta

Nel 1970 nasce il primo cronografo della Maison, chiamato Oysterdate (alimentato da un Valjoux 7734 a carica manuale), caratterizzato da un quadrante grigio e dai subdials a ore 3 e 9 di colore nero, oltre ad avere la lente magnificatrice per il datario ad ore 6. Dell'Oysterdate sono state realizzate tre referenze: la 7031 e la 7032, effettivamente finite in produzione, e distinte per il materiale della ghiera; mentre la 7033 è rimasta solamente in versione prototipale, con ghiera girevole e numeri dall'1 al 12, per poter calcolare un secondo fuso orario. Quest'ultima referenza è stata poi riproposta in versione moderna a partire dal 2010 per il quarantesimo anniversario dalla sua nascita e resta contraddistinta da un look fortemente riconoscibile.
Nel 1976 Tudor presenta un altro orologio destinato a ottenere notevole seguito presso gli appassionati: si tratta dell'Oyster Prince "Big Block" (ref. 9400), un cronografo massiccio in acciaio alimentato dal movimento automatico Valjoux 7750. Si tratta del primo cronografo automatico della casa.
A fine anni Sessanta l'azienda cambia il logo: abbandona la rosa, simbolo dei Tudor (che rimarrà solo sulla corona di carica) e adotta uno scudo stilizzato, stemma tutt'oggi utilizzato.

## Dagli anni Ottanta ad oggi
Nel 1989 viene proposta una seconda generazione del "Big Block", contraddistinta dalla ref. 79160 con le sue varie declinazioni.
Nel 1999 viene dismesso il Prince Submariner.
Nel 2012 Tudor lancia due modelli di grande successo: il Black Bay (declinata in numerosissime varianti, tra cui due modelli, il Pro e il GMT, che richiamano lo stile dei Rolex Explorer II e GMT Master) e il Pelagos (anche per mancini, con corona di carica a ore nove), che vanno a sostituire nella denominazione e nelle funzioni il vecchio Tudor Submariner, il cui nome viene destinato solo al Rolex.

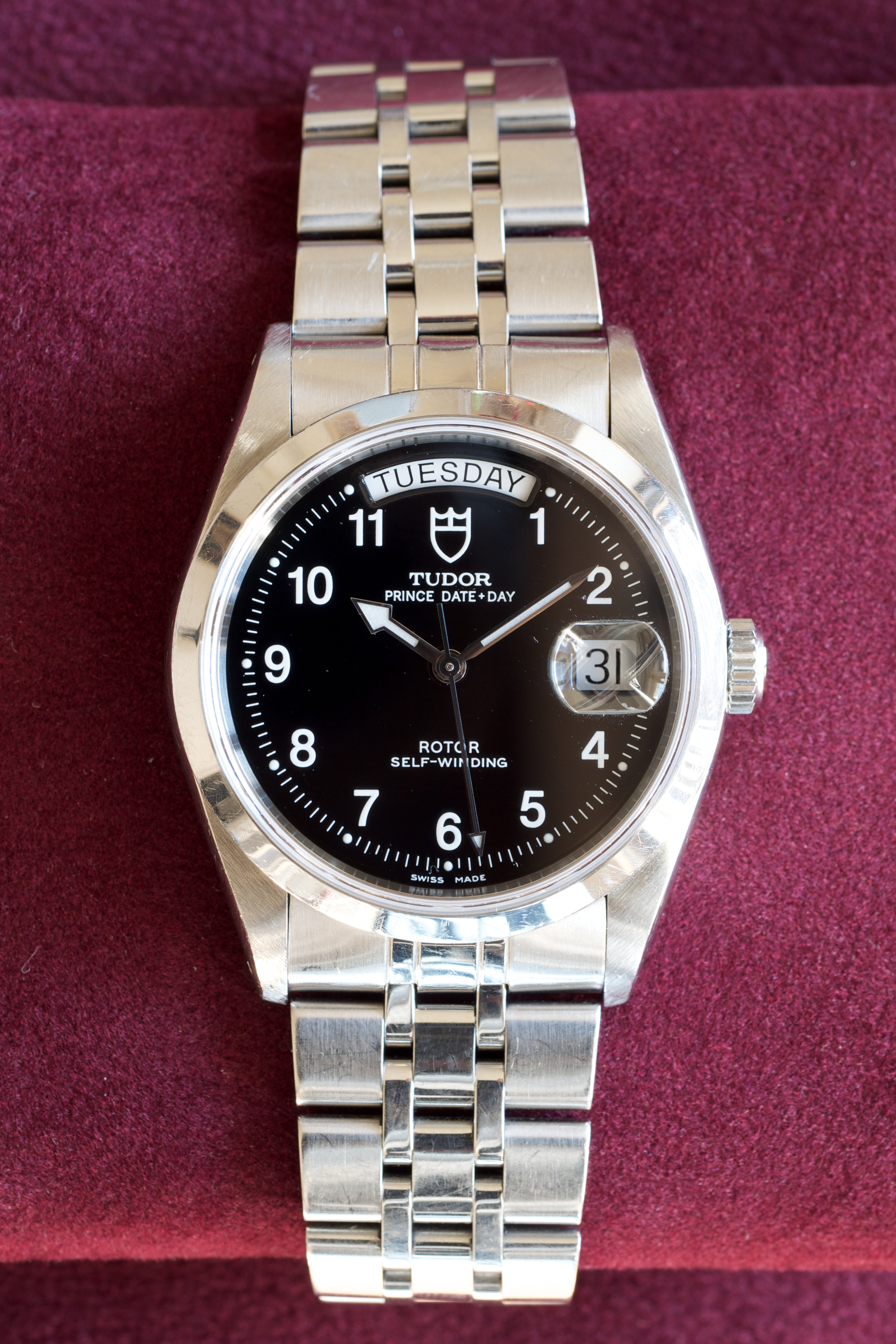
Tudor Prince Date Day ref.76200

Risale al 2013 il primo cronografo dotato di cassa monoblocco in ceramica, il Fastrider Black Shield.
Nel 2015 l'azienda ha prodotto circa 200 000 orologi e a partire dallo stesso anno Tudor adotta un movimento di manifattura (realizzato da Kenissi) per primi montati sul modello diver Pelagos e sullo sportivo North Flag, dotato di indicatore di riserva di carica e bracciale integrato. Fu proprio il North Flag il primo Tudor a montare un calibro proprietario: il Tudor MT 5621. Il calibro più famoso e più adoperato oggi è il MT 5612 (MT significa Manifacture Tudor), un movimento automatico dotato di datario con 26 rubini e che viene fornito anche a Breitling, che quest'ultima soprannomina Breitling B20. I movimenti di manifattura Tudor sono certificati cronometro dal COSC.

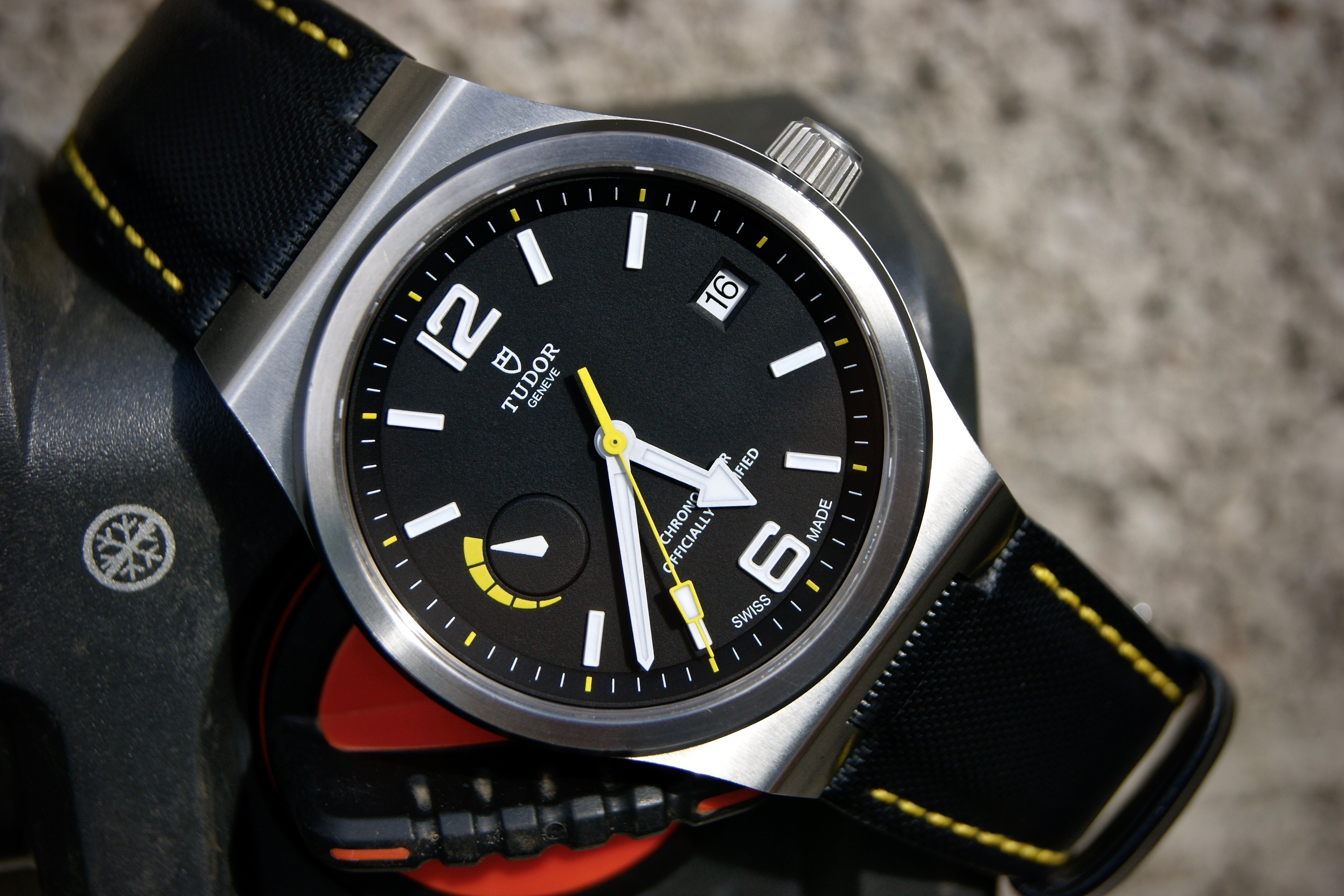
Tudor North Flag ref. 91210

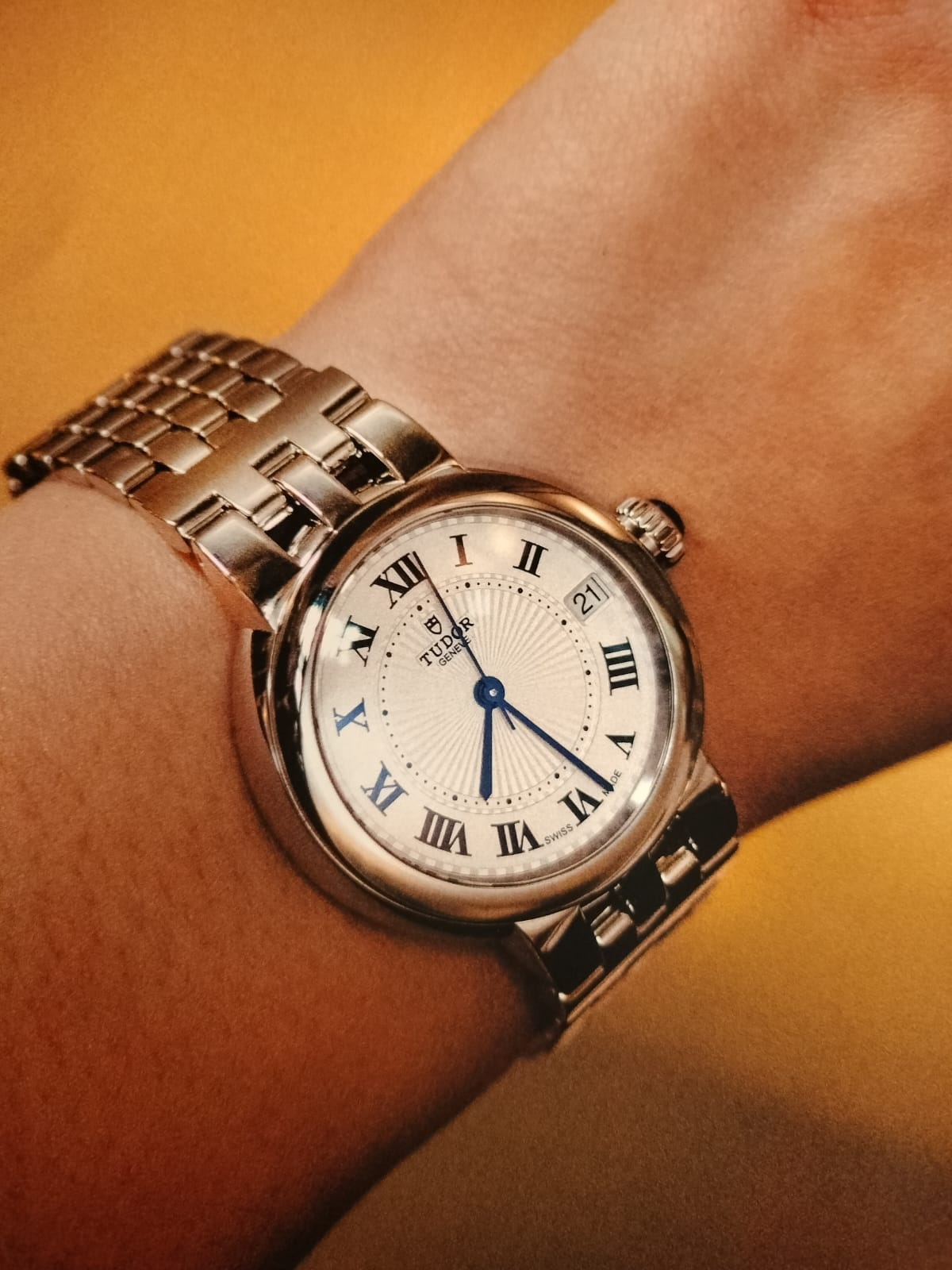
Tudor Clair de Rose

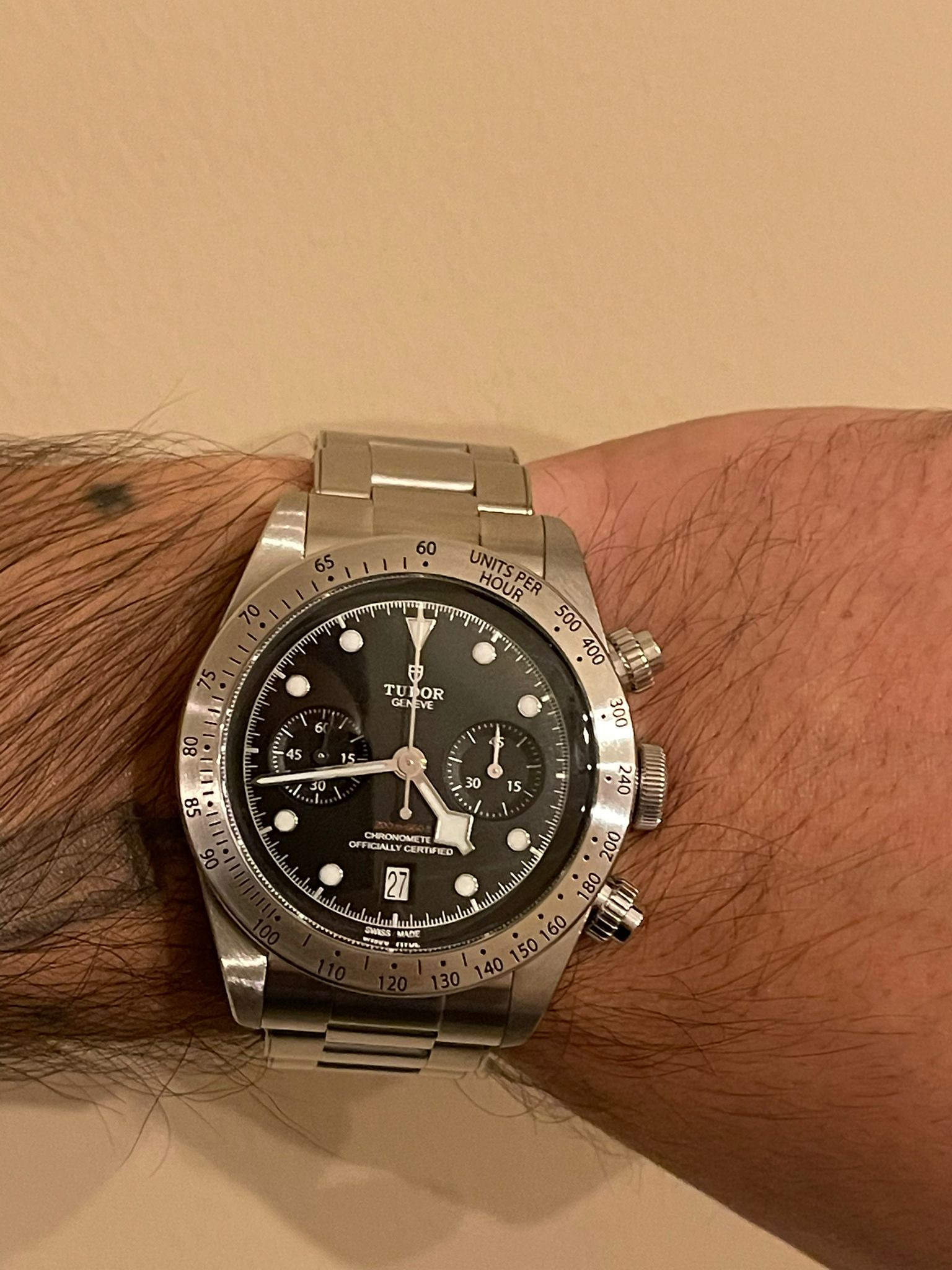
Tudor Black Bay Chrono ref. 79350

Dal 2017 l'azienda lancia un nuovo claim, "Born to dare", e stringe numerose partnership, come quella con la nazionale di rugby neozelandese, con David Beckham e altre, con l'intento di imprimere al marchio una connotazione ancora più sportiva. A catalogo comunque restano ancora oggi diverse collezioni meno sportive, come la Royal, la 1926, Glamour, Style e Clair de Rose. Lo stesso anno l'affermata linea Black Bay si amplia offrendo una versione cronografica, alimentata dal movimento MT 5813 che è la variante di casa Tudor del Breitling B01 (il medesimo calibro, pertanto, si ritrova montato anche sui Breitling Navitimer, Chronomat e su alcuni Premier).

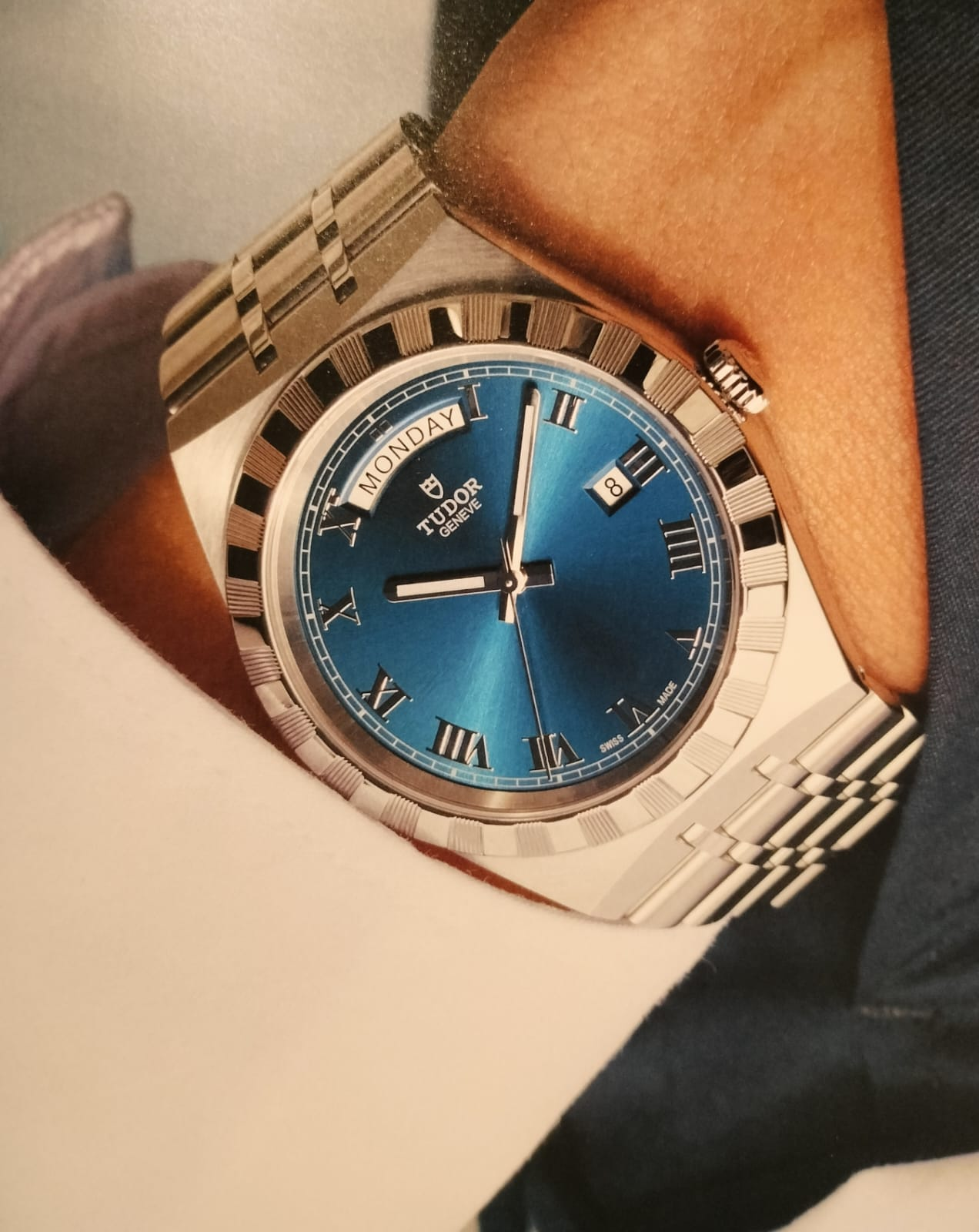
Tudor Royal

Nel 2021 un orologio Tudor, il Black Bay Ceramic, è il primo orologio non di casa Omega ad ottenere la certificazione Master Chronometer. Il medesimo anno viene rinsaldata la partnership con la marina militare francese, già fornita da Tudor dagli anni Sessanta, con la presentazione del Pelagos FXD Marine Nationale, sviluppato grazie alla collaborazione del Commando Hubert. Il modello FXD è caratterizzato per avere le anse fisse (FXD sta proprio per fissa) tra loro legate assieme da una barra in titanio non rimuovibile, e pertanto l'orologio è indossabile solo con i cinturini monopezzo. Il Pelagos FXD è stato realizzato in versione solotempo e cronografo anche per una partnership con il team velico Alinghi Red Bull.
Nel 2022, per il settantesimo anniversario della spedizione in Groenlandia con il Tudor Prince, viene lanciato sul mercato il modello Ranger.

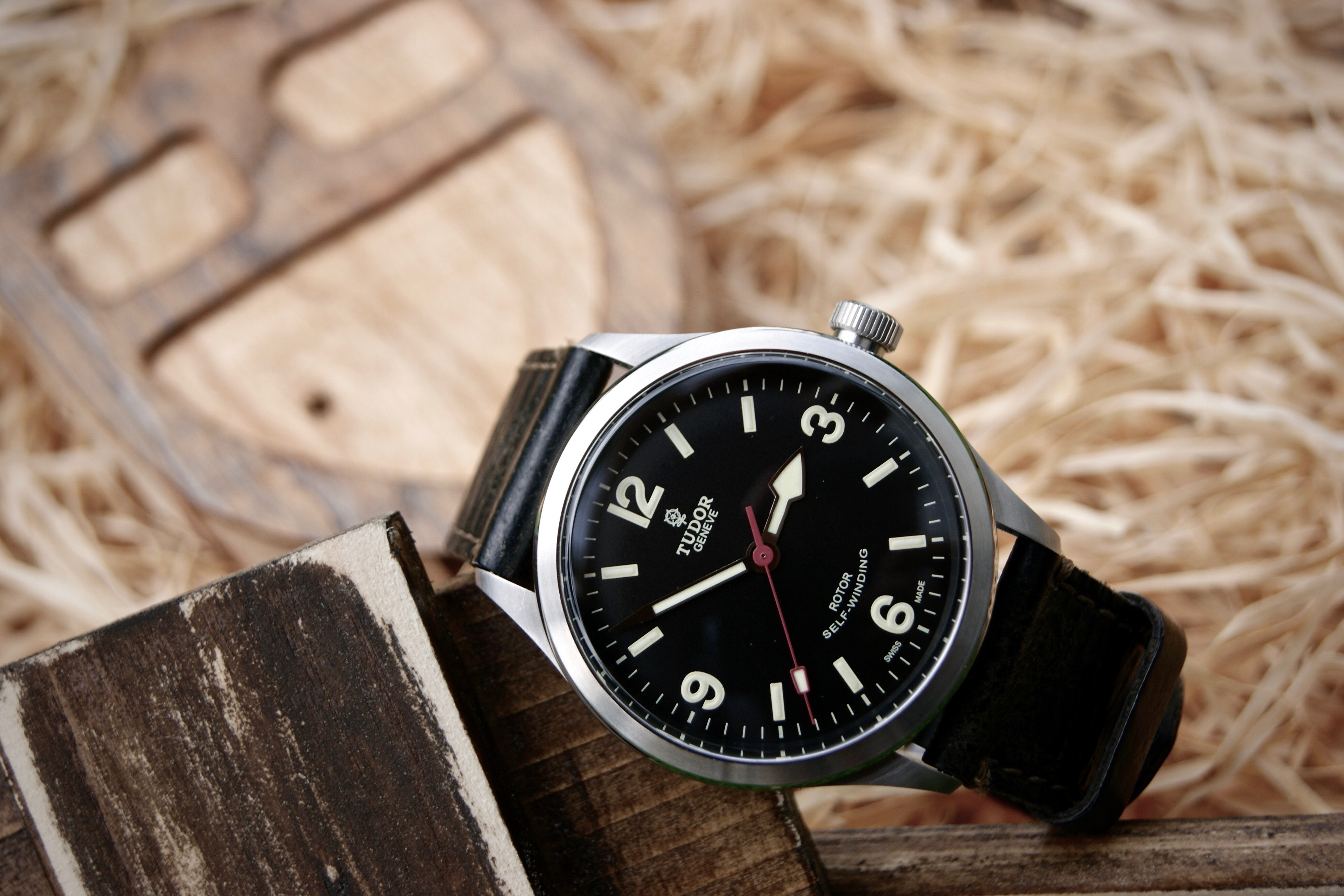
Tudor Ranger

Nel 2023, per l'asta benefica Only Watch, Tudor ha realizzato un pezzo unico dell'Oyster Prince in oro e con movimento automatico di nuova realizzazione.
La stretta partnership con Beckham ha fatto sì che Tudor diventasse fornitore ufficiale della squadra di calcio della quale è proprietario, l'Inter Miami. La collaborazione si è concretizzata nella realizzazione di un Black Bay cronografo con quadrante rosa, colore della divisa della squadra statunitense.

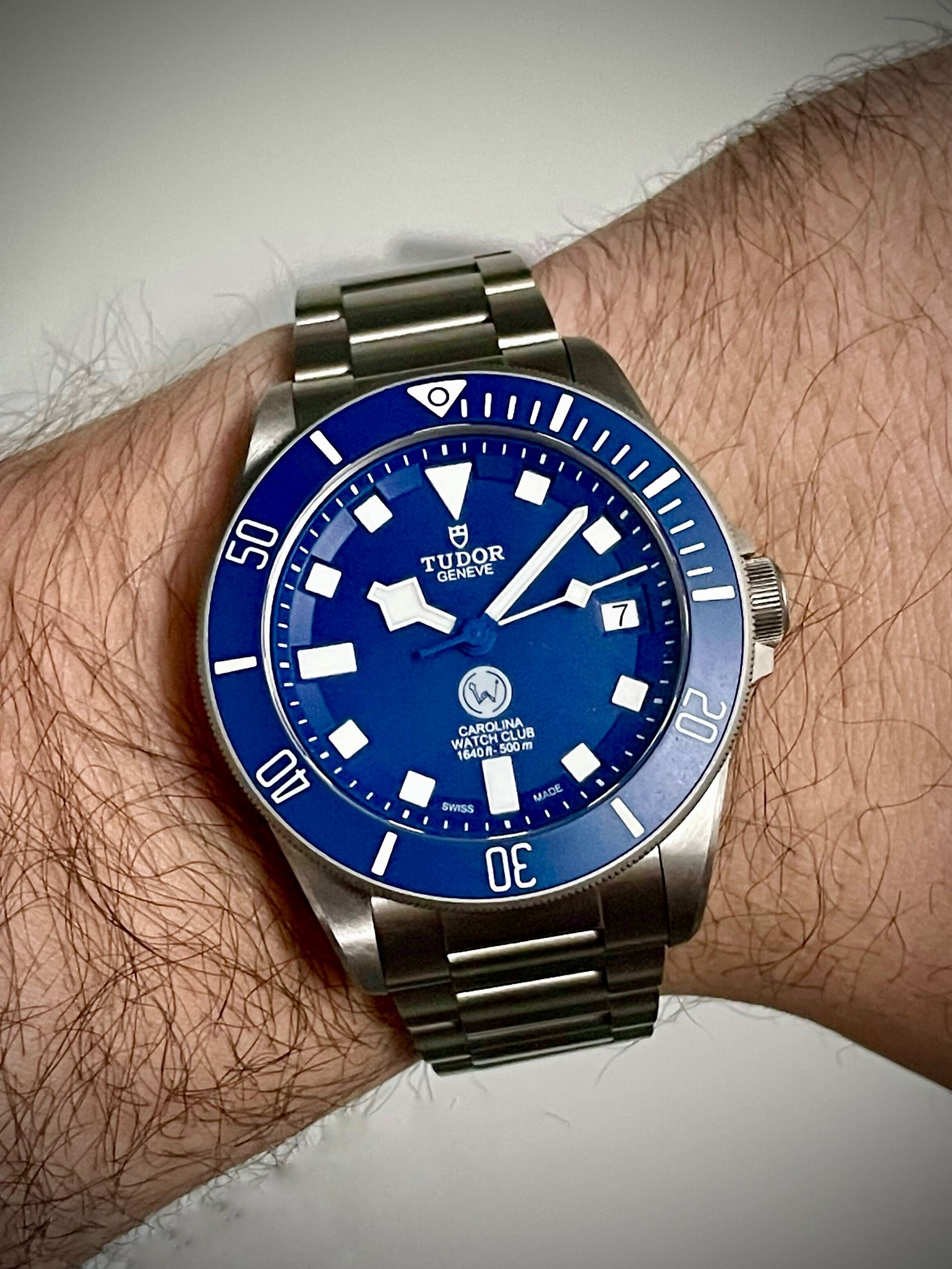
Tudor Pelagos Carolina Watch Club in edizione limitata a 75 pezzi

Tra le varie novità del salone Watches & Wonders 2025, la collezione Pelagos è stata ampliata con il modello Ultra, un diver ancor più tecnico interamente in titanio con impermeabilità garantita fino a 1000 metri. Inoltre è stato introdotto il Black Bay 68, con cassa da 43 millimetri che si va ad aggiungere alle proposte con casse da 37, 39 e 41 millimetri di diametro.